# Konstantin Baronow
Konstantin Fiodorowicz Baronow, ros. Константин Фёдорович Баронов (ur. 9 października?/21 października 1890 w Smoleńsku, zm. 12 lipca 1943 w Tbilisi) – radziecki wojskowy, generał major.

## Życiorys
Urodził się w Smoleńsku.
W 1913 roku powołany do armii rosyjskiej, w której w 1916 roku ukończył kurs dowódców w Wileńskiej Szkole Wojskowej w Połtawie. Brał udział w I wojnie światowej na Froncie Północnym i Południowo-Zachodnim, był dowódcą kompanii i batalionu. Wielokrotnie nagradzany, dwukrotnie ranny, posiadał stopień porucznika.
W 1918 roku wstąpił do Armii Czerwonej. W czasie wojny domowej w Rosji był dowódcą oddziału manewrowego kursantów, a następnie brygady kursantów. Brał udział w walkach na Froncie Zachodnim w składzie Armii Estlandzkiej w walkach na terenie Estonii, a następnie w obronie Piotrogrodu i ofensywie przeciwko wojskom gen. Judenicza. Następnie na Froncie Południowym dowódca pułku strzeleckiego, brygady kursantów i komendant szkoły piechoty.
Od 1922 roku dowódca 53 Dywizji Strzeleckiej w Nadwołżańskim Okręgu Wojskowym. W 1924 roku ukończył wyższy akademicki kurs dowódców Armii Czerwonej, a w 1934 roku Akademię Wojskową im. Frunzego. Następnie zastępca dowódcy a do stycznia 1941 roku dowódca 23 Korpusu Strzeleckiego w Zakaukaskim Okręgu Wojskowym.
Po ataku Niemiec na ZSRR nadal dowódca korpusu, który nie uczestniczył w walkach, a w pod koniec czerwca 1941 roku na jego bazie sformowano 45 Armia, której został dowódcą. Armia ta miała za zadanie obronę granicy radziecko-tureckiej oraz ochronę komunikację w Iranie i nie brała udziału w walkach.
W październiku 1941 roku został dowódcą 47 Armii Frontu Zakaukaskiego i w styczniu 1942 roku została przerzucona na płw. Kerczeński i wzięła udział w obronie półwyspu w składzie Frontu Krymskiego. Po rozbiciu przez wojska niemieckie oddziałów radzieckich na półwyspie, armia została ewakuowana, a on został odsunięty od dowodzenia.
W marcu 1942 roku został zastępcą dowódcy 51 Armii, w czerwcu armia broniła linii rzeki Don, następnie walczył w bitwie stalingradzkiej i następnie w operacji rostowskiej.
W czerwcu 1943 roku zachorował, ewakuowany zmarł w szpitalu w Tbilisi.

## Awanse
- kombrig (26 listopada 1935)
- generał major (4 czerwca 1940)

## Odznaczenia
Armia Czerwona
- Order Lenina
- Order Czerwonego Sztandaru
- Order Suworowa kl. II
- Order Kutuzowa kl. II
- Order Czerwonej Gwiazdy

Armia Imperium Rosyjskiego
- Order św. Anny 3 st. z mieczami
- Order św. Stanisława 3 st. z mieczami
- Order św. Anny 4 st. za bohaterstwo